# Kirchendorf (Schweden)

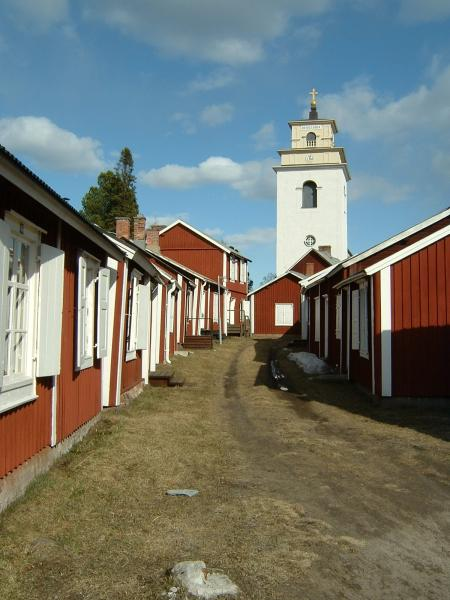
Gasse in Gammelstad

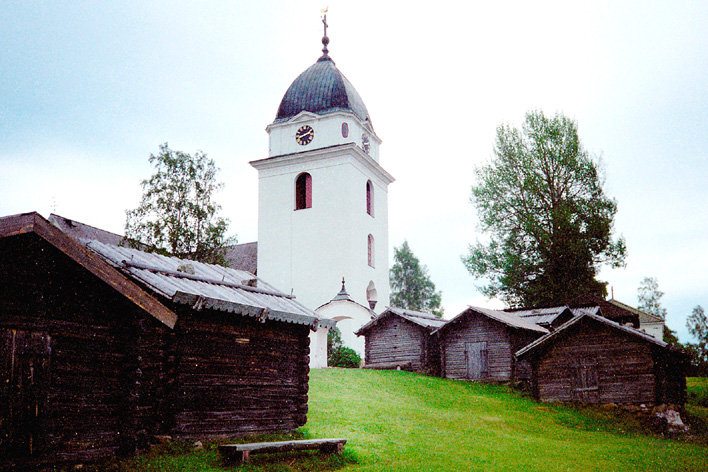
Kirchenställe bei der Kirche von Rättvik

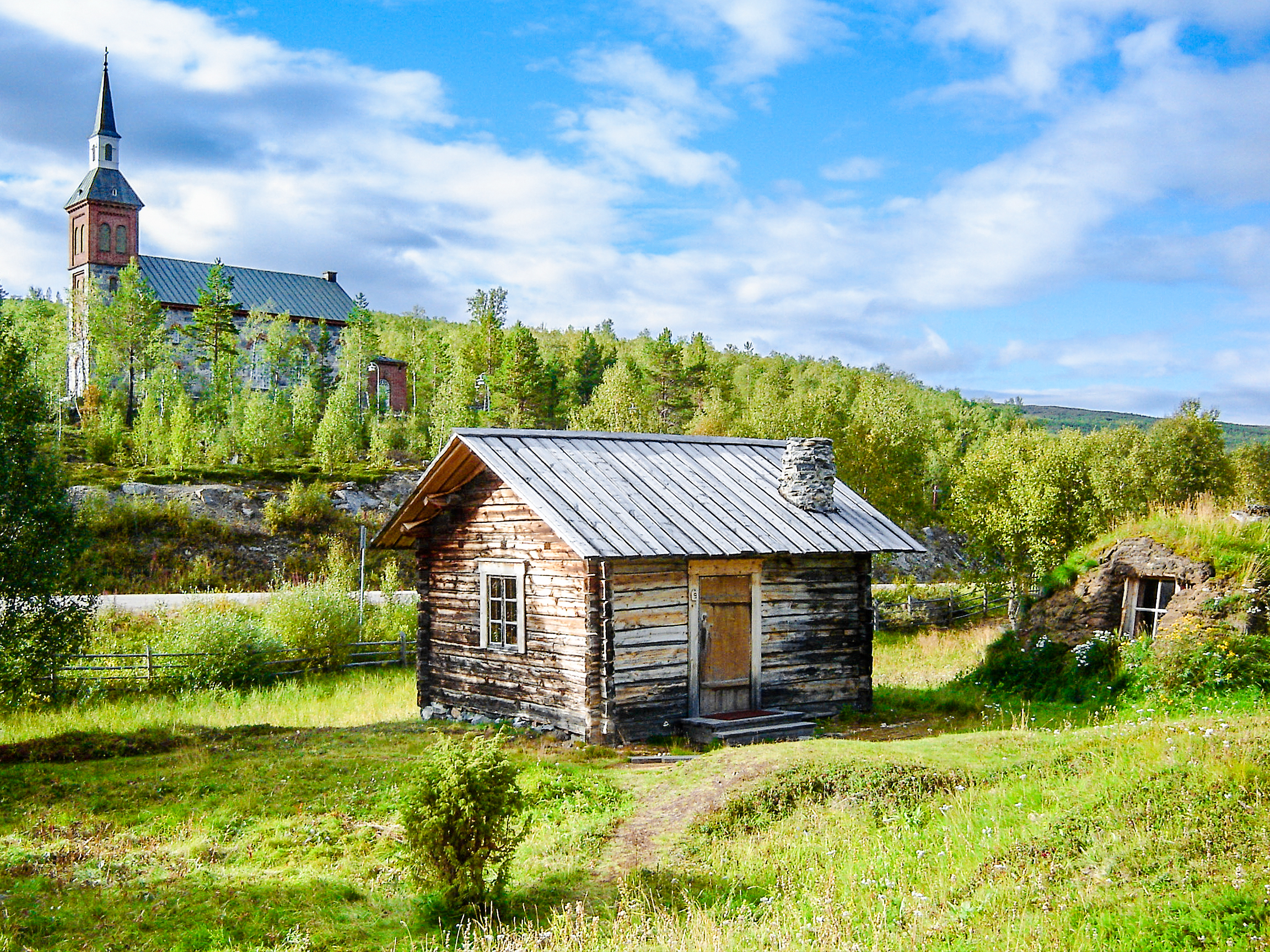
Kirchenhütten vor der Kirche von Utsjoki (Finnland)

Kirchendorf (schwedisch kyrkstad, wörtlich Kirchstadt) ist in Nord- und Mittelschweden die Bezeichnung für eine Ansammlung von Hütten, Ställen und Vorratshäusern um eine Kirche, die bei gelegentlichen Kirchenbesuchen benutzt wurden.

## Nutzung und Verbreitung
Die mittel- und nordschwedischen Kirchspiele waren sehr groß. Das Kirchspiel (socken) Luleå mit seiner Kirche im heutigen Gammelstad umfasste z. B. zeitweise ein Gebiet von über 90.000 km² und war somit größer als Österreich. Für weiter entfernt wohnende Kirchgänger war es daher schwer, innerhalb eines Tages zum Gottesdienst in die Kirche und wieder nach Hause zu fahren. Stattdessen besuchte man die Kirche nur zu gewissen Feiertagen, wobei man einige Tage in der eigenen Hütte übernachtete und die Gelegenheit wahrnahm, andere Angelegenheiten zu regeln und Handel zu treiben.
Die Anlage von Kirchendörfern beziehungsweise Kirchenhütten und Kirchenhäusern (mit mehreren „Wohnungen“) war ab Ende des 17. Jahrhunderts gesetzlich geregelt. Kirchenhütten waren den Landbesitzern vorbehalten, zudem mussten diese ihren ständigen Wohnort in einer Mindestentfernung von der Kirche haben (in der Regel eine skandinavische Meile, ursprünglich entsprechend gut 10 km). Im 19. Jahrhundert wurde die Neuerrichtung von Kirchenhütten auf die beiden nördlichsten Provinzen, Norrbottens län und Västerbottens län (inklusive der Anteile an Lappland), beschränkt. Zu einer Kirchenhütte gehörten oft auch ein Stall und ein Vorratsgebäude, die heute aber meist abgerissen sind. Kirchendörfer gab es in fast allen nordschwedischen Kirchspielen.
In Mittelschweden, wo die Entfernungen nicht so groß waren, lagen oft Kirchenställe in der Nähe der Kirche, in denen die Gottesdienstbesucher bei Bedarf auch übernachten konnten. Diese waren regulär jedoch nur beispielsweise für das Unterstellen von Pferden vorgesehen, weshalb Ansammlungen von Kirchenställen nicht zu den Kirchendörfern im engeren Sinne gezählt werden.
Die von Bauern (schwedisch bonde) errichteten Kirchendörfer wurden oft auch als Bondstad bezeichnet, die von Samen (historisch Lappen) genutzten, überwiegend aus traditionellen Koten bestehenden Kirchdörfer – als Lappstad. Eine kleinere Zahl von Kirchendörfen (lappstäder) gab es auch in Teilen Lapplands, die nicht zum heutigen Schweden gehören, beispielsweise in Sodankylä, Utsjoki und Inari in Finnland sowie Karasjok und Kautokeino in Norwegen.

## Liste der Kirchendörfer
Insgesamt gab es etwa 70 Kirchendörfer in Schweden, von denen nur 16 in größerem Umfang erhalten blieben. Das größte Kirchendorf liegt in Gammelstad in der Nähe von Luleå und wurde 1996 zum Weltkulturerbe erklärt. Es bestand um 1817 aus 484 Kirchenhütten, 359 Pferdeställen und anderen Gebäuden. Neun Kirchendörfer sind als Kulturgüter von Reichsinteresse (Riksintresse för kulturmiljövården), drei als Baudenkmäler (Byggnadsminne) deklariert.

### Erhaltene Kirchendörfer in Schweden
| Ort            | Län Landskap                   | Bild    | Einzelheiten |
| -------------- | ------------------------------ | ------- | --- |
| Älvsbyn        | Norrbottens län Norrbotten     | randlos | einige Dutzend Kirchenhäuser und -hütten; Reichsinteresse                                                             |
| Ammarnäs*      | Västerbottens län Lappland     | randlos | genannt Lapp-Plassen; zwölf Stelzenspeicher und eine Kirchenhütte; Reichsinteresse                                    |
| Ankarede       | Jämtlands län Jämtland         | randlos | über 30 Koten, 5 Speicher und ein Dutzend Kirchenhütten                                                               |
| Arvidsjaur**   | Norrbottens län Lappland       | randlos | genannt Lappstan; über 30 Holzkoten und über 50 Speicher; Baudenkmal                                                  |
| Boden          | Norrbottens län Norrbotten     | randlos | einige Dutzend Kirchenhütten bei der Överluleå-Kirche                                                                 |
| Burträsk       | Västerbottens län Västerbotten |         | drei große Kirchenhäuser, wiedererrichtet nach Brand 1930                                                             |
| Byske          | Västerbottens län Västerbotten |         | acht Kirchenhütten; Baudenkmal                                                                                        |
| Fatmomakke*    | Västerbottens län Lappland     | randlos | über 80 Koten und Stelzenspeicher sowie einige Kirchenhütten; Reichsinteresse                                         |
| Gammelstad     | Norrbottens län Norrbotten     | randlos | 400 Kirchenhütten; UNESCO-Weltkulturerbe                                                                              |
| Hortlax        | Norrbottens län Norrbotten     |         | neun Kirchenhütten, wiedererrichtet nach Brand 1917; Reichsinteresse                                                  |
| Norrfjärden    | Norrbottens län Norrbotten     |         | einige Dutzend Kirchenhütten, wiedererrichtet nach Brand 1915; Reichsinteresse                                        |
| Öjebyn (Piteå) | Norrbottens län Norrbotten     |         | auch Piteå Gammelstad genannt, über 150 Kirchenhütten; Reichsinteresse                                                |
| Lövånger       | Västerbottens län Västerbotten | randlos | über 100 Kirchenhütten; Reichsinteresse                                                                               |
| Råneå          | Norrbottens län Norrbotten     |         | zehn Kirchenhütten |
| Skellefteå     | Västerbottens län Västerbotten | randlos | genannt Bonnstan, über 100 Kirchenhütten (ehemals 116); teils aus dem 17. Jahrhundert; Reichsinteresse und Baudenkmal |
| Vilhelmina     | Västerbottens län Lappland     | randlos | einige Dutzend Kirchenhütten; Reichsinteresse                                                                         |

### Weitere Kirchendörfer
Nachfolgend sind alle weiteren ehemaligen, in Ragnar Berglings Standardwerk (siehe Literatur) aufgelisteten Kirchendörfer im heutigen Schweden gruppiert nach historischen Provinzen (landskap) aufgeführt. Diese existieren heute größtenteils nicht mehr oder nur in geringem Umfang (einzelne Gebäude).
- Ångermanland: Arnäsvall (Arnäs), Backe (Fjällsjö), Bjästa (Nätra), Bjurholm, Bredbyn (Anundsjö), Kyrktåsjö (Tåsjö), Nordmaling, Ramsele, Rossön (Bodum), Sidensjö, Själevad, Vallen (Grundsunda, bei Husum)

- Hälsingland: Bjuråker, Delsbo, Ljusdal, Skog, Söderala

- Härjedalen: Lillhärdal, Sveg, Ytterhogdal

- Jämtland: Föllinge, Gäddede, Hammerdal, Strömsund (Ström), Viken

- Lappland: Arjeplog**, Åsele**, Dikanäs, Dorotea, Fredrika, Gällivare**, Gillesnuole* (Gemeinde Sorsele), Jäckvik*, Jokkmokk**, Jukkasjärvi*, Karesuando*, Lycksele**, Malå**, Risbäck, Sorsele**, Stensele**, Tärnaby* (Tärna), Viktoriakyrkan* (Gemeinde Sorsele), Vojtjajaure kapell* (Gemeinde Storuman)

- Norrbotten: Kalix (Nederkalix),	Överkalix, Pajala

- Västerbotten: Ånäset (Nysätra), Bygdeå, Jörn, Norsjö, Umeå, Vindeln (Degerfors)

- Västmanland: Kopparberg

Anmerkungen:
- Die Ortschaften sind mit den heutigen Namen aufgeführt, sofern die betreffenden Kirchen innerhalb von Ortschaften liegen.
- In Klammern sind, falls von den heutigen Ortsnamen abweichend, die Namen der Kirche angegeben, gewöhnlich entsprechend den Bezeichnungen des jeweiligen Kirchspiels (socken) beziehungsweise der späteren (nach 1862) Kirchgemeinde (församling).
- Bei Kirchen außerhalb von Ortschaften ist in Klammern die heutige Gemeinde (kommun) angegeben.
- Historisch als lappstad klassifizierte Kirchendörfer sind mit * markiert, gemischte lapp- und bondstäder mit ** (auch in der oberen Tabelle).
- Weiterhin sind die Kirchspiele Enontekis* (in Lappland) und Nedertorneå (in Norrbotten) aufgeführt, deren damaliges Territorium zwar teilweise zum heutigen Schweden gehört, deren Kirchen mit dem zugehörigen Kirchendorf aber seit 1809 im zum Russischen Kaiserreich gehörenden Großfürstentum Finnland lagen (heute Finnland, entsprechend in der Gemeinde Enontekiö und in der Stadt Tornio; die Kirchendörfer existieren nicht mehr; die Kirche von Enontekis wurde auf finnischer Seite mehrfach verlegt, das schwedische Kirchspiel ging in Folge im Kirchspiel Karesuando auf).